# نهائي كأس رابطة الأندية الإنجليزية المحترفة 1996
نهائي كأس رابطة الأندية الإنجليزية المحترفة 1996 هي المباراة النهائية من منافسة كأس رابطة الأندية الإنجليزية المحترفة 1995–96، أقيمت المباراة في 24 مارس 1996، في ملعب ويمبلي، بين فريقي أستون فيلا، وليدز يونايتد، وفاز فيها أستون فيلا، بعد أن هزم ليدز يونايتد، بنتيجة 3 - 0، وكان حكم المباراة روبي هارت.

## تفاصيل المباراة
لعبت المباراة النهائية في 24 مارس 1996.
| أستون فيلا | 3 -0 | ليدز يونايتد |
| ---------- | ---- | ------------ |
|            |      |              |